# ラルド・ディ・コロンナータ

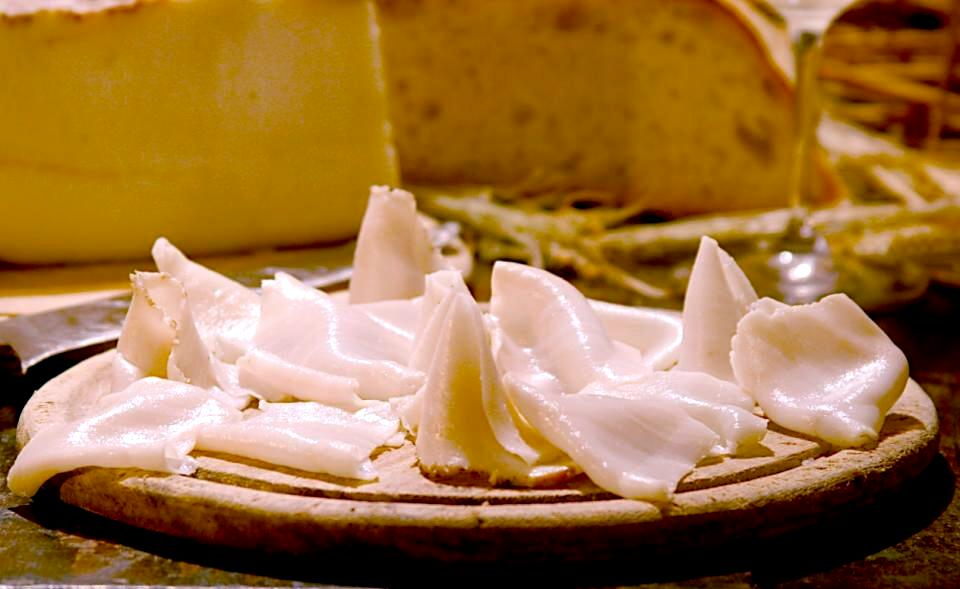
スライスしたラルド・ディ・コロンナータ

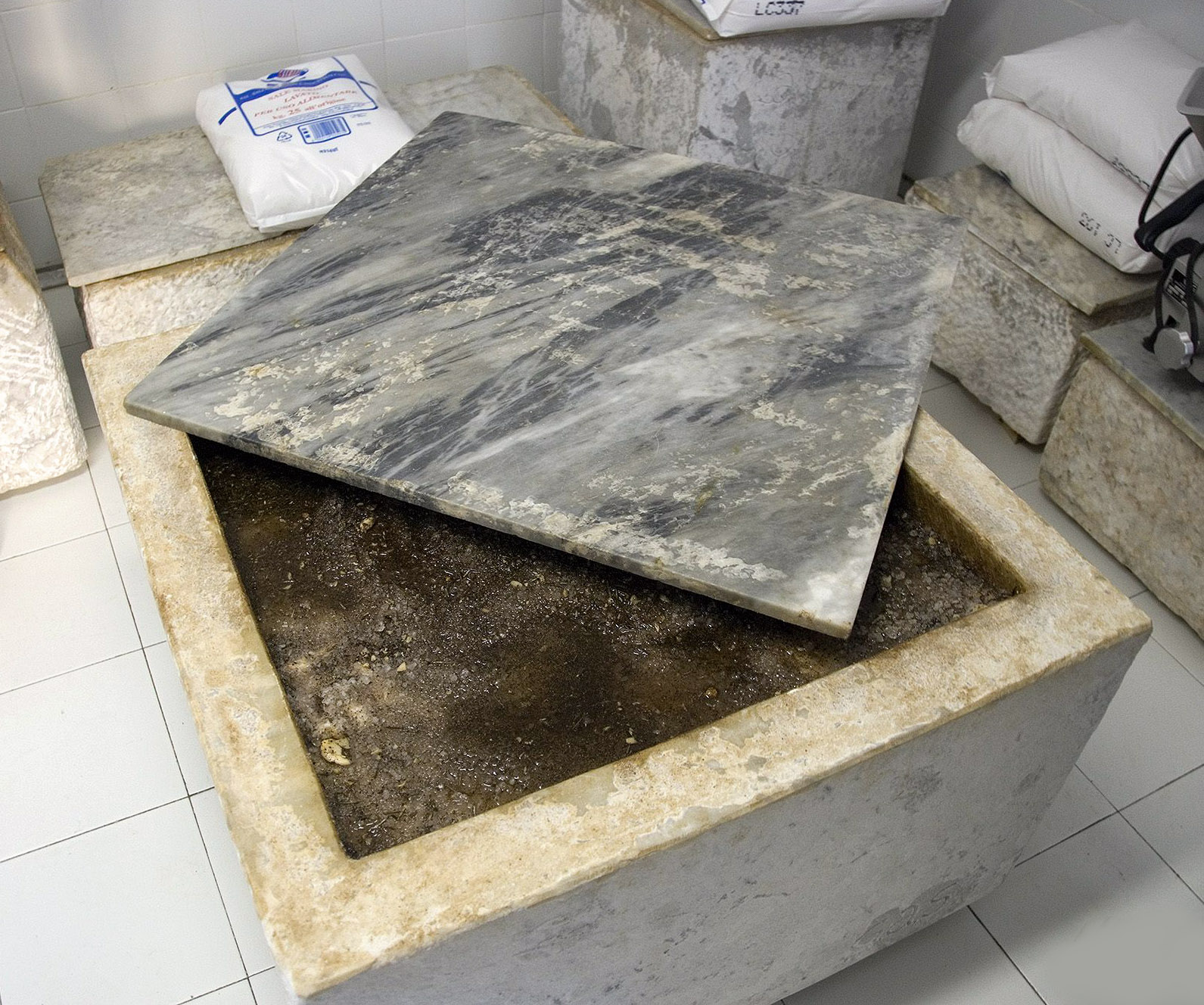
塩漬けに使うコンカ。中身が塩水に満たされているのは脂のせいではなく、現地の海風の湿気によるという。

ラルド・ディ・コロンナータ（イタリア語: Lardo di Colonnata）はイタリア、トスカーナ州カッラーラの集落コロンナータで生産されるラルドで、背脂の生ハムとも表現される。IGPにも認定されている。
そもそもラルドとは豚の背脂を塩漬けまたは燻製にしたものをさすが、本項のラルドは豚の背脂をニンニク、ローズマリー、コショウ、セージなどとともに塩漬けにして製造される食品である。塩漬け時に使用する容器も特徴的で、地元カッラーラ特産の大理石でできた「コンカ」と呼ばれる浴槽様のものを用い、前述の食材をセットしたあとはこれも大理石でできた蓋で閉じられる。後は6ヶ月以上経過してから取り出す。
カットしてそのまま、またはパンにのせて、もしくは食材として利用される。
起源は2000年以上前にさかのぼり、当時この地で大理石加工に従事していたギリシャ人たちが考案したと言われている。